# Trophée Bumbacco
Le Trophée Bumbacco est un trophée remis dans la Ligue de hockey de l'Ontario, ligue de hockey sur glace junior. Il récompense chaque année la franchise championne de la division Ouest à l'issue de la saison régulière.
Le trophée porte le nom d'Angelo Bumbacco ancien directeur général dans la LHO pour les Greyhounds de Sault-Sainte-Marie.

## Palmarès
- 1994-1995 — Red Wings Junior de Détroit
- 1995-1996 — Whalers de Détroit
- 1996-1997 — Greyhounds de Sault-Sainte-Marie
- 1997-1998 — Knights de London
- 1998-1999 — Whalers de Plymouth[2]
- 1999-2000 — Whalers de Plymouth[2]
- 2000-2001 — Whalers de Plymouth
- 2001-2002 — Whalers de Plymouth[2]
- 2002-2003 — Whalers de Plymouth
- 2003-2004 — Sting de Sarnia
- 2004-2005 — Greyhounds de Sault-Sainte-Marie
- 2005-2006 — Whalers de Plymouth
- 2006-2007 — Whalers de Plymouth
- 2007-2008 — Greyhounds de Sault-Sainte-Marie
- 2008-2009 — Spitfires de Windsor[2]
- 2009-2010 — Spitfires de Windsor
- 2010-2011 — Spirit de Saginaw
- 2011-2012 — Whalers de Plymouth
- 2012-2013 — Whalers de Plymouth
- 2013-2014 — Greyhounds de Sault-Sainte-Marie
- 2014-2015 — Greyhounds de Sault-Sainte-Marie[2]
- 2015-2016 — Sting de Sarnia
- 2016-2017 — Greyhounds de Sault-Sainte-Marie
- 2017-2018 — Greyhounds de Sault-Sainte-Marie[2]
- 2018-2019 — Spirit de Saginaw
- 2019-2020 — Spirit de Saginaw
- 2020-2021 — Non décerné[3]
- 2021-2022 — Spitfires de Windsor
- 2022-2023 — Spitfires de Windsor
- 2023-2024 — Spirit de Saginaw